# Дубовская (Карелия)
Дубовская — деревня в составе Кривецкого сельского поселения Пудожского района Республики Карелия, комплексный памятник истории.

## Общие сведения
Расположена вблизи Колодозера.

## Население
| 2002 | 2010 | 2013 |
| ---- | ---- | ---- |
| 2    | →2   | ↘1   |